# يوسف الكتري
يوسف عبد الرازق الكتري (1918-1967). ضابط الانتداب البريطاني في فلسطين اثناء احتلالها وهو فلسطيني من قرية سمسم / قضاء غزة.

## حياته
نشأ يوسف الكتري وترعرع في قريته سمسم في قضاء غزة في فلسطين وكان اصغر اخوته الستة فكان اكثرهم دلال ومعزة لدى والديه حتى شب وكبر.[بحاجة لمصدر]

## عائلته
متزوج من ابنة قريته بل وحارته “السيدة ظريفة احمد شعبان ” فانجبا بنتين وخمس أطفال.[بحاجة لمصدر]

## حياته النشاط
التحق بقوة البوليس الاضافى التي تعمل في حراسة المنشآت الحكومية ومعسكرات الجيش البريطانى وكان معسكر (جزاريتش) على مشارف مدينة غزة الشمالية هو مكان خدمته،

## مرضه
اصيب بمرض اضطره لاجراء عملية جراحية في كليته اليسرى التي استئصلت في مستشفى الدجانى في يافا عام (1944م).[بحاجة لمصدر]

## تولى منصبه
تولى يوسف مراقبة خط الهدنة من شاطئ البحر شمال بيت لاهيا حتى شرق غزة عند مطار غزة. ثم أخذ يقوم بمأموريات محددة خلف خطوط العدو وصولا إلى كرتيا والفالوجة.[بحاجة لمصدر]